# Неттевич, Энгель Данилович
Энгель Данилович Неттевич (4 февраля 1928, Краснинский район — 15 июля 2002) — российский учёный в области селекции и семеноводства зерновых культур, академик ВАСХНИЛ (1988).

## Биография
Родился в п. Красный Краснинского района Смоленской обл. Окончил Московскую сельскохозяйственную академию им. К. А. Тимирязева (1952).
В 1952—1957 старший научный сотрудник Орловской государственной с.-х. опытной станции.
В 1957—2000 в НИИ сельского хозяйства центральных районов Нечернозёмной зоны: аспирант, младший научный сотрудник, старший научный сотрудник, заведующий отделом, главный научный сотрудник.

## Научная деятельность
Для повышения потенциала продуктивности сортов яровой пшеницы использовал их скрещивание с озимыми сортами селекции П. П. Лукьяненко.

## Научные труды
Автор (соавтор) более 300 научных трудов, в том числе 27 книг и брошюр. Получил 34 авторских свидетельства и патента на изобретения.
Книги:
- Селекция яровой пшеницы, ячменя и овса (в Нечернозёмной зоне) / соавт.: А. В. Сергеев и др. — М.: Россельхозиздат, 1970. — 192 с.
- Зерновые фуражные культуры / соавт.: А. В. Сергеев, Е. В. Лызлов. — М.: Россельхозиздат, 1974. — 191 с.
- Выращивание пивоваренного ячменя / соавт.: З. Ф. Аниканова, Л. М. Романова. — М.: Колос, 1981. — 207 с.
- Высокопродуктивные сорта зерновых культур для Нечерноземья. — М.: Моск. рабочий, 1987. — 192 с.
- Методические рекомендации по технологии возделывания новых сортов зерновых культур в центральных районах Нечернозёмной зоны России / соавт.: В. М. Пенчуков и др.; НИИСХ центр. р-нов Нечернозем. зоны. — М., 1995. — 43 с.

## Награды и звания
Доктор биологических наук (1972), профессор (1978), академик ВАСХНИЛ (1988, член-корреспондент с 1975). Почётный член АН Татарстана (1998).
Заслуженный деятель науки Российской Федерации (1998), Татарской АССР (1988). Лауреат Государственной премии СССР (1977) и Государственной премии России (1995). Награждён орденами Трудового Красного Знамени (1981), «Знак Почёта» (1971), 4 медалями СССР и РФ.